# Ochre
Кристофер Скотт Лири (англ. Christopher Scott Leary), более известный как Ochre — британский музыкант и композитор, сочиняющий электронную музыку.

## Биография
Когда Крис был ребёнком, его отец часто включал записи Жана-Мишеля Жарра и Майка Олдфилда дома и в машине. В юношестве Кристофер слушал Pop Will Eat Itself и в определённый момент его внимание привлекли The Orb и The Prodigy.
Лири начал свои эксперименты с музыкой ещё в школе, используя компьютер и ПО с компакт-дисков, приложенных к журналам. Но будущий музыкант не думал о музыке как о своём профессиональном занятии, пока не поступил на факультет систем авиационного машиностроения в Университете Ковентри (англ. Coventry University). Вскоре поняв, что такое образование его вовсе не интересует, и, отучившись в университете 1 семестр, Крис попросил перевести его в Ньюкасл Колледж (англ. Newcastle College), где он мог получить образование по близким ему дисциплинам.
Одним из поворотных моментов музыкант считает следующий день после смерти принцессы Дианы, когда BBC Radio 1 вещало заинтересовавшие его электронные записи, которые, как выяснилось позже, были написаны Leftfield. Некоторое время спустя Кристофер начинает ближе знакомиться с творчеством Aphex Twin, Autechre и Orbital. Он описывает эти группы, как повлиявшие на него больше всего.
В последний год обучения в магистратуре Лири был вплотную занят написанием альбома A Midsummer Nice Dream, как неотъемлемой частью самого курса. По словам музыканта, без использования оборудования учебного заведения, он просто не смог бы закончить некоторые другие свои работы. Так, например, чтобы записать ремикс на одну из композиций, исполненных Global Goon, Кристоферу пришлось воспользоваться помощью друга, саксофониста Кристиана Берга (англ. Christian Berg), и звукозаписывающей студией ВУЗа, поскольку игра на живых инструментах в домашней обстановке — не лучшее решение.
Музыка Кристофера получила признание критиков, а сам он стал заметным исполнителем в стиле IDM. В последнее время он занимается мастерингом и сочинением новых треков, которые музыкант бесплатно раздаёт через свой сайт.
В конце 2007 музыкант записал 2 композиции при участии Бенета Уолша (англ. Benet Walsh), который сотрудничал с Plaid (его игру на гитаре можно услышать в композициях Plaid «Eyen» и «Ralome»). Эти композиции — «Napoli» и «Raido» — вошли в сингл Death of an Aura. Музыкант продолжает записывать и другие композиций с Бенетом.

## Дискография

### Альбомы
- AudioMicroDevice (2001, выпущен самостоятельно)
- A Midsummer Nice Dream (2004, Toytronic Records)
- Lemodie (2006, Benbecula Records)
- Like Dust of the Balance (2009, Benbecula Records)
- Early Learning (2011, Not On Label (Ochre Self-released))
- Ochre — Beyond the Outer Loop | 2017 | Aura Materia

### Синглы
- Sound System Bangers Volume 1 (2003, Repeat Music)
- Death of an Aura (2008, Benbecula Records)
- Petl (2008, BaseLogic)

### Ремиксы
- «Jingle Bells Rmx»
- «Zelda Rmx»
- Digitonal «Breakbeat Phase (Ochre Remix)»
- Ed Chamberlain «Styge (Ochre Remix)»
- Global Goon «Bass Recorder (Ochre Remix)»
- Global Goon «Mithrax (Ochre Remix)»
- Jay Bharadia «Little Boy (Ochre Remix)»
- Justin Timberlake «Like I Love You (Ochre Remix)»
- Keef Baker «Calmed Robbery (Ochre Remix)»
- Melodium «Hellomusic (Ochre Remix)»
- Multi-Panel «A Day for War (Ochre Remix)»
- Rusuden «GITD Trea Cylm (Ochre Remix)»

### Бесплатные композиции
Кристофер написал несколько десятков композиций и ремиксов, и записал ряд живых выступлений, которые не вошли ни в один из его альбомов. Они бесплатно доступны на официальном сайте композитора.

## Звучание
Музыкант в своих интервью подчёркивает, что является сторонником простых, меланхоличных мелодий. Поэтому почти во всех его произведениях именно простая нотная последовательность является стержнем сложной структуры. Как пишет сам Кристофер:

По своему опыту я бы сказал, что самые лучшие композиции пишутся легко и быстро. Если трудишься над композицией слишком усердно, то вскоре начинаешь задаваться вопросом, стоит ли продолжать работать над ней или лучше не тратить больше своё время, а взяться за новую.
Оригинальный текст (англ.)I will say that the best tracks tend to come together quickly and easily, in my experience. If you start having to labour too hard over a track you might find yourself questioning if it's worth continuing work on it, or if the time would be better spent starting anew.

AudioMicroDevice был выпущен музыкантом самостоятельно как демонстрационный альбом и, несмотря на то, что он стал 1-й работой Лири, музыка в нём достаточно продумана. На последний трек «Esign» Крисом Ларки (англ. Chris Larkee), также известным как Knellotron, весной 2005 была сделана окончательная версия клипа с применением трёхмерной графики. Он был показан на разных фестивалях кино, а на Blender Conference 2005 был удостоен награды в номинации «Лучшая анимационная работа». AudioMicroDevice до сих пор не был издан, однако бесплатно раздаётся на официальном сайте исполнителя.
Критики проводят параллели между Ochre и музыкантами на Warp Records. И Кристофер соглашается с фактом, что сложно придумать что-то совершенно оригинальное в рамках существующего стиля. Однако рассказывает историю о том, как он, ни разу не слышав Boards of Canada, написал композицию «Low Grav Freefall», после чего один из его друзей посоветовал ознакомиться с творчеством данного дуэта.
Если в AudioMicroDevice и A Midsummer Nice Dream доминирующую роль играют искусственные звуки, то в Lemodie Крис сделал значительный упор на «живые» инструменты. Альбом Lemodie активно использует электронные семплы скрипки, арфы и виолончели в гармонии с электронными инструментами, что позволяет взглянуть на классическую музыку под другим углом. Подобный подход прослеживается и у других музыкантов: Aphex Twin «Icct Hedral (Edit)» (альбом I Care Because You Do), Autechre «Silverside» (альбом Amber), Bola «Sirasancerre» (альбом Gnayse), Digitonal, Funckarma «Bace» (альбом Solid State), The Future Sound of London «Everyone in the World is Doing Something Without Me» (альбом Dead Cities), Secede «The King of Sanda» (альбом Tryshasla), Yokota Susumu, µ-Ziq «Scaling» (альбом Royal Astronomy) и у других.
Таким образом, показав свой талант в достаточно разных воплощениях электронной музыки, Крис, попытался найти компромисс между живым и электронным звучанием на пластинке Death of an Aura. Этот сингл необычен изобилием живых инструментов, а также тем фактом, что Крис впервые использовал в записи собственный голос (композиция «Whispers»).

Я понимаю, что не смогу удовлетворить ожидания каждого тем, что добавил в музыку элементы вокала. Некоторые мои слушатели всегда предпочитали более электронное звучание A Midsummer Nice Dream, другие — ориентированный на классическую музыку Lemodie. И я надеюсь, что нашёл как раз такое соотношение этих стилей, при котором каждый сможет насладиться моей музыкой.
Оригинальный текст (англ.)I know I’m not going to be able to appease the expectations of everyone with the added vocal elements; some folks have always preferred the more electronic AMND side of things, others the more classically-affected Lemodie side. I just hope I get the balance right to have something in there that everyone can enjoy.

## Интересные факты
- Значение слова «Ochre» в первую очередь связано с цветом охра, однако псевдоним был первоначально заимствован из слова «Oaker» — названия улицы в Манчестере, где Крис жил до 2-летнего возраста. Кристоферу потребовался псевдоним для подписи своих академических работ во время его обучения созданию звука в колледже и, недолго думая, он поменял пару букв в слове «Oaker», предпочтя «цветовое» написание. Это имя он стал использовать уже официально с 2001 года.[11]
- Как и многие другие музыканты, Лири использует заимствования: композиция «Zelda Rmx» посвящена одноимённой компьютерной игре, название альбома A Midsummer Nice Dream является каламбуром на оригинальное название пьесы Уильяма Шекспира «A Midsummer Night’s Dream», «Mobile Foes» заимствует мелодию из Gran Vals, которую написал Франсиско Таррега (эта мелодия больше известна в мире под названием «Nokia Tune»), а историю создания «Open Top» из альбома Lemodie Крис на форуме своего официального сайта описал так:

Эта композиция о террористических актах 7 июля в Лондоне и в ней использована пропущенная через вокодер речь Тони Блэра, тогда он занимал пост премьер-министра, а также синтез речи со свидетельских показаний, цитированных Би-би-си. В своих выступлениях Блэр использует достаточно долгие паузы, в связи с чем его речи звучат почти как стихи. Мне даже не пришлось редактировать фразы — они почти идеально вписались в музыку в том виде, в котором были.
Само же название композиции «открытый верх», разумеется, имеет отношение к двухэтажному автобусу, который стал похож на туристический автобус после того как его крыша была оторвана сдетонировавшей бомбой.
Оригинальный текст (англ.)It's a track about the 7/7 London bombings, and features a vocodered Tony Blair, then Prime Minister, plus some text-to-speech renderings of BBC-quoted eye-witness accounts. Blair's public speeches were often peppered with huge dramatic pauses, making them sound almost like lyric verses. I didn't even have to edit the phrasing of the lines — they fitted almost perfectly as they were.

Open Top of course refers to the bus, resembling, as it did, an open-top tour bus post-detonation.

Музыкант имеет в виду инцидент на Тэвисток-Сквер.
- Крис был награждён степенью магистра музыки, однако сам он считает, что обладание учёной степенью или умение играть на живых инструментах для музыканта второстепенно.
- Лири пишет музыку один и, хотя и делает исключения, в целом отрицательно относится к совместным работам, поскольку не хочет изменять своему вкусу компромиссами другим музыкантам в совместной работе.